# داستان زندگی‌ام (ترانه وان دایرکشن)
«داستان زندگیم» تک‌آهنگی از وان دایرکشن است که در ۲۵ اکتبر ۲۰۱۳ منتشر شد.
این تک‌آهنگ در چارت‌های ایرلند، اسپانیا، دانمارک، نیوزلند، در رتبه اول و در چارت‌های، ایتالیا، اسکاتلند، استرالیا، لهستان، سوئد، فلاندرز، بریتانیا، جزو ده ترانه اول قرار گرفت و در سال ۲۰۲۰ به ۵۰۰ میلیون پخش آنلاین در اسپاتیفای رسید.